# Adolphe Napoléon Didron
Adolphe Napoléon Didron (Hautvillers, 1806. március 13. – Párizs, 1867. november 13.) francia régész és művészettörténész.

## Élete
Victor Hugo tanácsára 1830-tól a középkor egyházi régiségeivel foglalkozott, melyeket később tanulmányai egyedüli tárgyává tett. Több ízben kikelt a klasszikai műrégészet képviselői ellen a francia akadémiában. Normandiában, Spanyol-, Görög-, Olasz-, Németországban és Angliában tett utazásai által nagyban kiszélesítette ismeretkörét. 
1835-ben a Művészetek és műemlékek történelmi bizottsága titkárává választották és e minőségben szerkesztette a Bulletin archéologique című értesitőt (1840–47). 1836-tól 1843-ig a nemzeti régészetről felolvasásokat tartott a párizsi nagy közkönyvtárban, 1844-ben az Annales archéologiques című folyóiratot alapította. 
Kiváló érdemeket szerzett magának az ókeresztény ikonográfia terén két műve által: Histoire de Dieu iconographie des personnes divines (Párizs, 1843) és Manuel d'iconographie chrétienne, grecque et latine (Párizs, 1845). Egyéb művei közül kiemelendők: Iconographie des chapiteaux du palais ducal de Venise (Velence, 1857) és Manuel des objets de bronze et d'orfèvrerie (Burges-zsel együtt, Párizs, 1849).